# Ulica Świętojańska w Warszawie

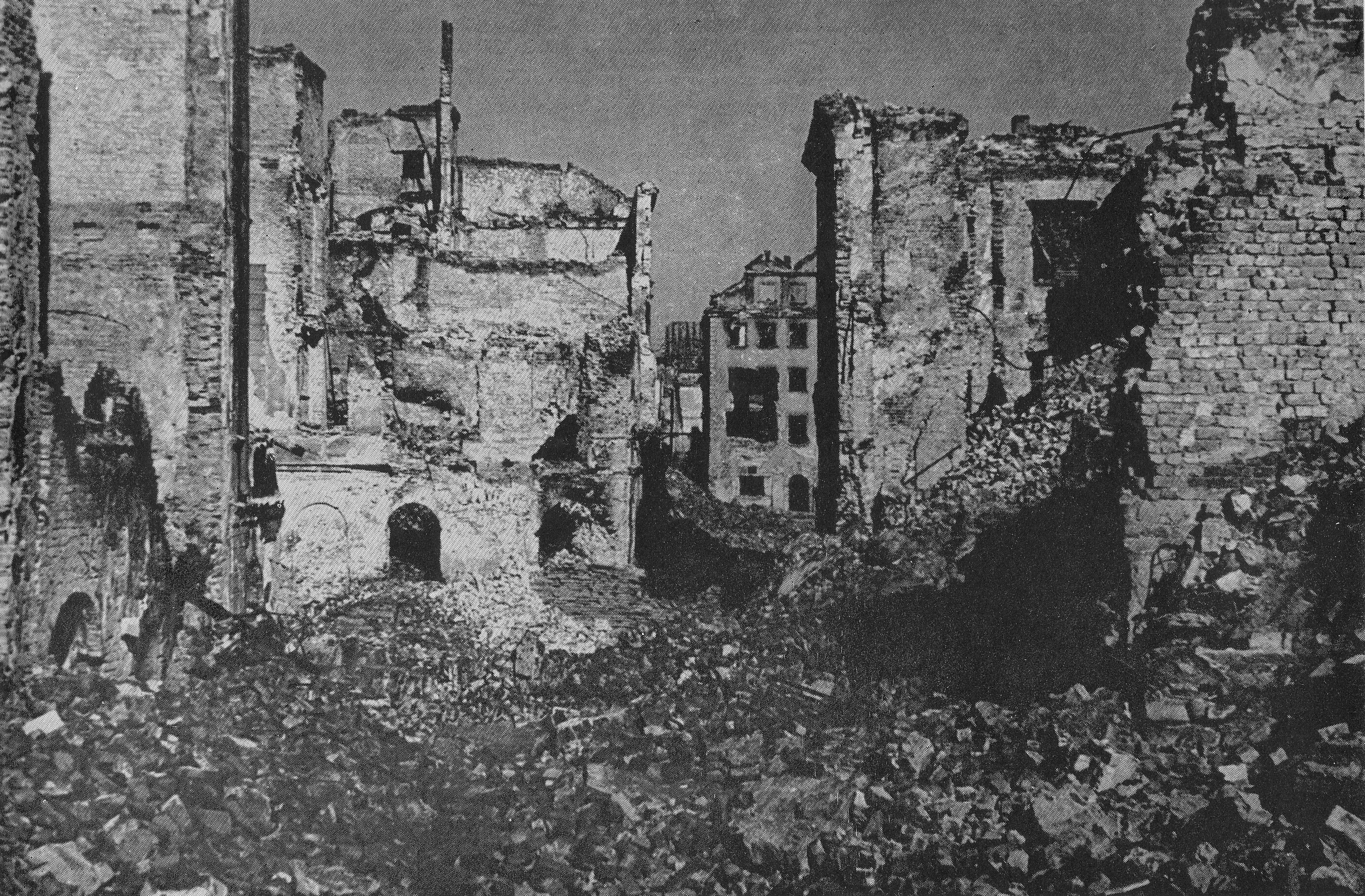
Ulica świętojańska w 1945, widok w kierunku Rynku Starego Miasta

Ulica Świętojańska – główna ulica Starego Miasta w Warszawie, biegnąca od placu Zamkowego do Rynku Starego Miasta.

## Historia
Ulica została wytyczona już przy lokacji miasta po roku 1408, już od zarania swych dziejów stanowiła główny szlak komunikacyjny Starej Warszawy, biegnąc od Bramy Krakowskiej do Rynku Starego Miasta. Była ona odcinkiem traktu z Czerska do Zakroczymia. Nazwa ulicy pochodzi od kościoła parafialnego św. Jana, wzniesionego tutaj w XIV wieku.
Pierwotnie była nazywana ulicą Grodzką (platea Castrensis), w wieku XVII – Zamkową, Św. Jana. Obecna nazwa ustaliła się w początkach XVIII wieku. Do początku ubiegłego stulecia pisano Święto Jańska, po roku 1900 – łącznie.
Zachodnią pierzeję ulicy, liczącą 19 posesji sięgających ul. Piwnej, przecięły dwie wąskie, komunikacyjne uliczki bez nazwy, później zabudowane i odtworzone po roku 1945.
Najwcześniejszą zabudowę ulicy stanowiły drewniane domostwa mieszczan; pierwszy dom murowany przy ulicy powstał w połowie wieku XV pod nr. 5, kolejne domy powstawały począwszy od wieku XVI. Tylne oficyny domów przy Świętojańskiej wychodziły na ul. Piwną; zwarty blok zabudowy o frontach od strony obydwu ulic przybrał ostateczny kształt w XVIII wieku. Przy ulicy mieszkali m.in. zamożni kupcy, duchowni, złotnicy i cyrulicy. 
W roku 1831 rozebrano ostatnią kamienicę w pierzei zachodniej, w związku z poszerzeniem ul. Zapiecek.
Przy wschodniej, parzystej stronie ulicy od XV wieku istniało sześć posesji miejskich, przylegających do bloku zabudowy Rynku Starego Miasta. Tuż za nimi wznosiła się kolegiata Świętego Jana, a za nią – sześć kolejnych posesji, pierwotnie książęcych, później nadanych duchowieństwu. W roku 1433, gdy księżna Anna Holszańska ofiarowała dom nr 2 mansjonarzom, zwany był on jeszcze Nad Kanałem, od strumienia płynącego niegdyś pomiędzy Zamkiem Królewskim a kolegiatą. Od tego momentu dom zaczęto nazywać Mansjonarią, od miana jego gospodarzy. Sąsiedni dom, pod nr. 4, od roku 1527 był siedzibą kolegium psałterzystów, nazwano go więc Psałterią.
W latach 1558–1626 na gotyckich piwnicach dwóch rozebranych kamienic wzniesiono obok katedry kościół Matki Boskiej Łaskawej wraz z klasztorem i kolegium jezuitów. To ważny moment w dziejach ulicy, ponieważ do tego czasu Świętojańską zwano ulicę Jezuicką.
W wieku XVIII na miejscu przesmyku wiodącego ku ul. Piwnej wzniesiono niewielką, jednoosiową kamieniczkę; w tym czasie też wiele kamienic przy ulicy przebudowano, nadając ich fasadom cechy barokowe.
Pod nr. 1 działał w tym okresie sklep zegarmistrzowski Gugenmusów, sławny w całej Starej Warszawie; niewielką uliczkę bez nazwy pomiędzy kolegiatą Świętego Jana a kościołem Matki Boskiej Łaskawej wiodącą pierwotnie ku ul. Jezuickiej zabudowano niewielkim domkiem mieszczącym dwa sklepy i mieszkanie.
W końcu XVIII stulecia Świętojańska była najludniejszą ulicą Starego Miasta; liczyła około 1100 mieszkańców. Kolejne stulecie przyniosło pauperyzację ulicy; zamieszkujących tu dotąd duchownych, złotników i kupców zastąpili niezamożni rzemieślnicy, szewcy i urzędnicy niskiego szczebla. Miejsce wytwornych sklepów zajęły skromne sklepiki, dostosowane do możliwości finansowych mieszkańców ulicy.
W latach 1836−1840 katedra otrzymała fasadę w duchu neogotyku angielskiego według projektu Adama Idzikowskiego; pozytywnym akcentem w panoramie zaniedbanej ulicy była też restauracja Mansjonarii w latach 1918−1920, należącej do Władysława Kościelskiego, nazywanej odtąd kamienicą Kościelskich.
W latach trzydziestych Świętojańską wyasfaltowano oraz wyposażono w lampy oświetleniowe; usunięto też szpecące ją sklepowe szyldy.
Podczas powstania warszawskiego ulica była miejscem ciężkich walk; przy jej wylocie na plac Zamkowy zbudowano barykadę.
Zburzoną zabudowę ulicy odbudowano w latach 1953–1959, wprowadzając niewielkie zmiany w stosunku do stanu sprzed zniszczenia, przywrócono też bezimienne uliczki wiodące ku ul. Piwnej oraz bruk.

## Ważniejsze obiekty
- Kamienica Kościelskich (Mansjonaria)
- Bazylika archikatedralna św. Jana Chrzciciela
- Kościół Matki Boskiej Łaskawej
- Kamienica Pod Okrętem

## Inne informacje
Na frontowej ścianie kamienicy Metrykantów Koronnych (Szeliżyńskiej, nr 21) znajduje się jedna z dwóch odtworzonych po wojnie tablic libertacyjnych.